# Маліші
Маліші (Малеше, пол. Malesze) — село в Польщі, у гміні Вишки Більського повіту Підляського воєводства. Населення — 121 особа (2011).

## Історія
Вперше згадується 1547 року як село Бранського староства.
У 1975—1998 роках село належало до Білостоцького воєводства.

## Демографія
Демографічна структура станом на 31 березня 2011 року:
|          | Загалом | Допрацездатний вік | Працездатний вік | Постпрацездатний вік |
| -------- | ------- | ------------------ | ---------------- | -------------------- |
| Чоловіки | 55      | 6                  | 33               | 16                   |
| Жінки    | 66      | 4                  | 23               | 39                   |
| Разом    | 121     | 10                 | 56               | 55                   |

## Релігія
У селі міститься парафіяльна церква святих Апостолів Петра і Павла. Перші згадки про церкву в Малішах датуються XVI століттям.